# NGC 928
NGC 928 é uma galáxia espiral (S) localizada na direcção da constelação de Aries. Possui uma declinação de +27° 13' 15" e uma ascensão recta de 2 horas, 27 minutos e 40,8 segundos.
A galáxia NGC 928 foi descoberta em 5 de Setembro de 1864 por Albert Marth.